# Katarzyna Motyl
Katarzyna Motyl (ur. 17 kwietnia 1987 w Ostrowie Wielkopolskim) – polska koszykarka występująca na pozycji rzucającej, zawodniczka, a później trenerka TS Ostrovii Ostrów Wielkopolski.

## Osiągnięcia
Stan na 10 października 2019, na podstawie, o ile nie zaznaczono inaczej.
Drużynowe
- Mistrzyni:
  - Polski (2005)
  - I Ligi Kobiet (2013 – awans do PLKK z MKS MOS Konin)
  - Polski juniorek (2005)
- Zdobywczyni Pucharu Polski (2005)
- Uczestniczka rozgrywek Euroligi (2004/05, 2006/07)
- Awans do PLKK z Ostrovią Ostrów Wielkopolski (2016)

Indywidualne
- MVP finałów I ligi (2016 według eurobasket.com)[2]
- Uczestniczka meczu gwiazd PLKK (2004)[3]
- Zaliczona do I składu:
  - I ligi:
    - grupy B (2016 – oficjalnie)[4]
    - (2013, 2016 przez eurobasket.com)[2][5]

  - mistrzostw Polski juniorek (2005)[6]
- Liderka w skuteczności rzutów za 3 punkty I ligi (2016)